# 971 Alsatia
A 971 Alsatia (ideiglenes jelöléssel 1921 LF) a Naprendszer kisbolygóövében található aszteroida. Alexandre Schaumasse fedezte fel 1921. november 23-án, Nizzában.